# Телевизија у Србији
Телевизија у Србији је уведена 1958. Према истраживању из 2009. године, Срби у просеку гледају телевизију шест сати дневно, што је највиши просек у Европи.

## Историја

### Почетак увођења телевизије
Пре увођења прве српске и југословенске телевизије 1958. године, у Београду је још 1938. године приређена прва професионална демонстрација телевизије у читавој земљи. Демонстрацију је приредила холандска фирма Филипс на Београдском сајму. Систем је био најмодернији, од 405 линија. За извођење програма ангажован је велики број домаћих глумаца и певача.
Почетком Другог светског рата нестале су све наде за увођење телевизије на просторима Југославије. Тек након опоравка и обнове државе кренуло се са првим корацима увођења телевизије. Јула 1956. године, симболично на стогодишњицу од рођења Николе Тесле, једног од утемељивача радио-дифузије у свету, емитован је телевизијски програм у Техничкој школи у Београду. Цео програм емитован је у оквиру изложбе радио-аматера Југославије, а могао се пратити у Београду и његовој околини.

Независно од тог покушаја, Радио Београд је отпочео акцију увођења телевизије, која је била на светском нивоу, у периоду од 1955. до 1958. године, када је она успешно окончана. Радио Београд је прерастао у Радио телевизију Београд, фебруара 1958. године. У периоду од 23. августа до 2. септембра исте године, Телевизија Београд је емитовала пробни програм где су испробани сви телевизијски жанрови. Био је ово први телевизијски студио на Балкану и један од првих у Европи. Београдска телевизија је за само једанаест дана рада испунила програм својим емисијама, које су трајале три до четири сата и то је био велики успех и корак напред у стварању телевизијског програма. Након неколико месеца, 28. новембра 1958. године почело је константно емитовање програма на Телевизији Београд.
Од самог почетка емитовања телевизијског програма до растакања Југославије, сав телевизијски програм је био заједнички у договору да свака телевизијска станица може преузимати програмске садржаје других телевизијских станица у Југославији.
Заједнички програм Југословенске радио телевизије од 1958. године чинили су :
- РТВ Београд, Београд, СР Србија
- РТВ Љубљана, Љубљана, СР Словенија
- РТВ Сарајево, Сарајево, СР Босна и Херцеговина
- РТВ Скопље, Скопље, СР Македонија
- РТВ Титоград, Титоград, СР Црна Гора
- РТВ Загреб, Загреб, СР Хрватска

ЈРТ је такође обухватала и емитере из аутономних покрајина:
- РТВ Нови Сад, Нови Сад, САП Војводина
- РТВ Приштина, Приштина, САП Косово и Метохија.

### Технолошки кораци телевизије у Југославији
С обзиром на свој сложени састав и мултикултурни карактер, програм емитован у Југославији је био јединствен у целом свету. Неколико година током рада телевизије програм се емитовао само уживо или из студија. Средином 1961. године, Телевизије Београд је набавила магнетоскопе и тонске филмске камере, па тако опремљена, почела је и са емитовањем емисија снимљених на видео и филмске траке и уједно створила више времена за припрему нових емисија. Телевизија Београд је 1969. године почела да примењује електронску технологију у снимању прилога, међу првима у свету.
31. децембра 1971. године уследио је технолошки корак ка увођењу програма у боји (Систем ПАЛ). Средином седамдесетих година 20. века почиње употреба телевизијског комплета ЕНГ, па се ствара електронско новинарство које омогућава брзо реаговање на догађаје. Временом Радио Телевизија Србије постаје модерна телевизија, изградњом једанаест студија, набављањем бољих репортажних кола, оснивањем и изградњом филмске лабораторије, филмске и електронске монтаже. Опрема новом опремом омогућило је раст програма до неколико часова на почецима, до 77 часова дневно у Радио телевизији Србије.
 Међу објектима емисионих постројења и веза, најатрактивнији је био стари торањ на Авали, изграђен 1965. године, висок 202,85 метара. Након изградње земаљске емисионе мреже, радило се омогућењу и емитовању програма преко сателита. Телевизијски програм Радио телевизије Србије се у периоду од 6 часова дневно од 1991. године емитовао преко сателита на подручју Европе и Северне Америке.

Телевизија Београд емитовала је информативне, уметничке, образоване и забавне садржаје, а од 31. децембра 1971. године, када је почео са емитовањем РТС 2, програмска понуда се додатно проширила. Програмска понуда се знатно проширила када се увео Београдски јутарњи програм у марту 1986. године и пустио у рад РТС 3, 1989. године.

### Развитак независних телевизија
Средином седамдесетих година 20. века, са радом су почеле телевизијске станице аутономних покрајина Војводине и Косова и Метохија - Телевизија Нови Сад и Телевизија Приштина, независно од Телевизије Београд. 
 1. јануара 1992. године формирала се Радио Телевизија Србије у чијем саставу су се нашли РТВ Београд, РТВ Нови Сад и РТВ Приштина. Поред програма на српско језику, Радио Телевизије Србије почиње са емитовањем програма и на албанском, мађарском, словачком, румунском, бугарском, турском и ромском језику. Аудиторијум РТС-а обухватао је око 6,5 милиона гледалаца са десет и више године на територији Србије, Републике Српске, Републике Црне Горе и Републике Српске Крајине. Уз помоћ РТС-а почели су да се развијају канали у Републици Српској и Републици Српској Крајини. 
1990. године почињу да се емитују телевизијски програми као што су РТВ Политика, Студио Б, као и Арт канал 1991 и ТВ Палма Плус, TВ Пинк, Телевизија БК и многе друге.

### Развој српске културе и уметности
Развој телевизијске уметности је позитивно утицао на развој српске културе. Поред стварања филмске уметности, допринос телевизије састојао се и у популаризацији других уметности. Телевизија је имала најзначајнију улогу у културној интеграцији српског народа у бившој Југославији, све до појаве нових технологија.

### Личности пионирског доба српске телевизије
- Радивоје Лола Ђукић - телевизијски, позоришни и филмски редитељ, творац хумористичког програма
- Душко Радовић - песник, писац, новинар, афористичар и ТВ уредник
- Славољуб Стефановић Раваси - телевизијски и позоришни редитељ
- Александар Поповић - драмски писац, сценариста
- Милан Ковачевић - сценариста и редитељ
- Војислав Воки Костић - композитор и музичар
- Милоје Орловић - телевизијски водитељ, новинар и уредник
- Мирјана Самарџић - телевизијски и позоришни редитељ
- Сава Мрмак - режисер и сценариста
- Здравко Шотра - режисер
- Александар Ђорђевић - позоришни, телевизијски и филмски редитељ

Као и глумци Мија Алексић, Мира Ступица, Миодраг Петровић Чкаља, Јован Јанићијевић Бурдуш и многи други.

### Српска телевизија у модерно доба
Данас у Србији постоји око 150 телевизијских канала. Прелазак са аналогног на дигитални емитовање сигнала у Србији, успешно је завршено 7. јуна 2015, по свим светским стандардима. На Телевизији Београд, Телевизији Нови Сад и Телевизији Приштина попуњаван је архивски фонд, кога сачињавају емисије и прилози снимљени на преко 35. милиона метра филма. У том саставу налазе се видео траке у трајању од 43.700 часова и оне представљају културно благо Србије.

## Телевизијске станице

### Јавне националне ТВ станице
Радиодифузна установа Србије: Радио-телевизија Србије – јавни медијски сервис Србије
- РТС 1
- РТС 2
- РТС 3

### Јавне покрајинске ТВ станице
Радио-телевизија Војводине – јавни сервис Војводине
- РТВ 1
- РТВ 2

Радио-телевизија Косова – јавни сервис Косова и Метохије
- РТК 1
- РТК 2
- РТК 3
- РТК 4

### Телевизије са националном покривеношћу
- РТС 1 (од 1958)
- РТС 2 (од 1971)
- РТС 3 (од 2015)
- Пинк (од 1994)
- Happy (од 1998)
- Б92 (од 2000)
- TV K::CN 1 (од 2001)
- Прва (од 2006)
- Вести (од 2013)
- Н1 (од 2014)
- Нова (од 2017)
- К1 (од 2020)
- Курир (од 2020)
- Танјуг ТВ (од 2021)
- Уна (од 2021)[7]
- Блиц ТВ (од 2022)
- Народна ТВ (од 2022)

### Регионална телевизија
- ТВ К-1
- 3ТВ
- 3+HD Music
- В5
- РТВ 21
- ТВ К23
- A9 ТВ
- ТВ Атлас
- Н1
- ТВ Банат
- TV Belle Amie
- ТВ Бест
- ТВ Бор
- РТВ Балкан
- РТВ Беса
- ВТВ
- ТВ Ваљево плус
- ТВ Вар
- ТВ Врање
- ТВ Вујић
- РТВ ГЕМ
- ТВ Градска М
- ТВ Дискос
- ТВ Енигма
- ТВ Зајечар
- Инфо 24 Плус
- ТВ Исток
- ТВ Јединство
- ТВ Јефимија
- ТВ Јесењин
- ТВ Канал 9
- ТВ Канал М
- ТВ Крагујевац
- ТВ Кладово
- Клан Косова
- Кохавижн
- РТВ Краљево
- ТВ Крушевац
- ТВ Лав
- ТВ Лав плус
- ТВ Лотел
- ТВ Марш
- ТВ Митровица
- ТВ Мост (Куршумлија)
- ТВ Мост (Нови Сад)
- ТВ Мост (Звечан)
- РТВ Нови Пазар
- ТВ Палма Плус
- ТВ Панчево
- ТВ Панон
- ТВ Пирот
- ТВ Подриње
- РТВ Прибој
- K::CN Рашка
- ТВ Режет
- ТВ Призрен
- Плус ТВ
- САТТВ Пожаревац
- ТВ Пожега
- ТВ Сантос
- ТВ Спектар
- РТВ Среће
- ТВ Стрела
- ТВ Студио
- ТВ Супер Д+
- ТВ Супер Стар
- ТВ Супер Сат
- Регионална ТВ
- Рокум
- ТВ Сантос
- РТВ Сантос
- Санџак ТВ
- Сат ТВ
- ТВ Сокобања
- ТВ Сремска
- ТВ Сунце
- Студио Б
- ТВ Сат
- ТВ Т7
- ТВ Тесла
- Телемарк
- ТВ Телемарк
- ТВ Тристеник
- Трибуна
- РТВ Фортуна
- ТВ Фронт
- ТВ Цинк
- ТВ ХИТ Плус Баточина
- ТВ Глобал
- ТВ Tema
- ТВ Dukagjini
- ТВ Opinion
- ТВ Llapi
- ТВ Iliria
- ТВ Skenderaj
- ТВ Liria
- ТВ Festina
- ТВ Glob
- ТВ Diaspora
- ТВ Vali
- ON ТВ
- Next ТВ
- Visa Channel
- Kutia ТВ
- Pro Channel
- Metro ТВ
- Herc ТВ
- ART
- A-Mol ТВ
- Olti
- Zico ТВ
- Men ТВ
- Arta News
- Click Channel
- Dasma TV
- First Channel
- Syri Vision
- Top Kosova
- Kosova Channel
- News ТВ
- Hype TV 2
- SKAY TV
- RTV Bosphorus
- TV Mostnet
- TV Caribrod
- T1
- TV City
- TV IKS
- TV CINK
- TV Apatin
- TV Yu ECO
- Humana TV Plus

### Телевизије са покрајинском покривеношћу
- ТВ Супер
- РТВ 1
- РТВ 2
- РТК 1
- РТК 2
- РТК 3
- РТК 4
- ТВ Мост (Звечан)

### Локални емитери
- ТВ 4С
- ТВ КАНАЛ 25
- ТВ Алди
- ТВ Алт
- ТВ Алфа
- ТВ Ас
- ТВ Банкер
- ТВ БАП
- ТВ Бачка
- ТВ Ваљево
- ТВ Врањска плус
- ТВ Бачка
- ТВ Бечеј
- РТВ Беседа
- ТВ Блаце
- ТВ Вујановац
- ТВ Врњачка Бања
- ТВ ВРТ
- РТВ Брус
- ТВ Галаксија 32
- ТВ ГМ Плус
- РТВ Делта
- ТВ Дискос
- ТВ Дуга
- ТВ Залатар
- ТВ Јасеница
- РТВ ЈУ еко
- ТВ К3
- ТВ К23
- Канал М
- ТВ Краљево и ибарске новости
- Краљевачка ТВ
- ТВ Кикинда
- ТВ Лесковац
- ТВ Маг
- ТВ Маг Плус
- ТВ Мелос
- ТВ Наис
- Ниш ТВ[8]
- Новосадска ТВ
- СОС канал плус
- РТК Крушевац
- РТВ Плус Крушевац
- Наша ТВ
- ТВ Нови Бечеј
- РТВ ОК
- ТВ Пи канал
- ТВ Плус
- ТВ Пулс
- РТП
- ТВ Петровец
- ТВ Подриње
- РТВ Прима
- ТВ Сантос
- ТВ Суботица
- РТВ Сомбор
- ТВ Спектар
- РТВ Стара Пазова
- РТВ Суботица
- РТВ Ф
- ТВ Цариброд
- Санџачка ТВ мрежа-Тутин
- ТВ Фокус
- ТВ Форум Пријепоље
- ТВ Фрушка гора
- РТВ Шумадија
- K::CN Запад
- K::CN Исток
- K::CN Колубара
- K::CN Север
- K::CN Југ
- K::CN Шид
- K::CN Јагодина
- TV Mix Kraljevo
- Инфо 24

### Град Београд
- Студио Б (од 1990)

### Претплатничка телевизија
- Арена спорт
- Агро ТВ
- Еко Визија
- Адриа ТВ
- Алтернативна ТВ
- Анимал планет
- AT&T SportsNet
- Baby TV
- Boomerang
- Bravo Music
- Brainz TV
- Cartoonito – српска верзија
- Cartoon Network – српска верзија
- City Play
- Fox News - српска верзија
- CNN – српска верзија
- CNBC
- Komedi sentral - српска верзија
- Cinemania – српска верзија
- Cinemax – српска верзија
- ТВ Дуга САТ
- Dexy TV
- Disney Channel – српска верзија
- Disney Junior – српска верзија
- ТВ ДР
- Duck TV
- Дискавери
- E! ТВ
- E-Sports
- АХН
- Erotic
- Erotic 2
- Erotic 3
- Erotic 4
- Erotic 5
- Erotic 6
- Erotic 7
- Erotic 8
- Еуроспорт – српска верзија
- Euronews Serbia
- Euronews Adria
- Fight Network - српска верзија
- Film Plus – српска верзија
- Гранд ТВ
- Гранд 2
- Гранд Носталгија
- HLN
- Star Channel – српска верзија
- Star Life – српска верзија
- Star Crime – српска верзија
- Star Movies – српска верзија
- Star Comedy - српска верзија
- HA HA
- HBO – српска верзија
- IDJKids
- IDJTV
- Инвестигејшон дискавери
- LOL
- MTV – српска верзија
- Minimax – српска верзија
- Pikaboo - српска верзија
- Red TV
- Vavoom - српска верзија
- Nickelodeon – српска верзија
- Nicktoons – српска верзија
- Nick Junior - српска верзија
- ОБН
- Pink Action
- Pink BH
- Pink Crime & Mystery
- Pink Classic
- Pink Comedy
- Pink Disney
- Pink Extra
- Pink Family
- Pink Fashion
- Pink Film
- Pink Folk
- Pink Folk 2
- Pink Hits
- Pink Hits 2
- Pink Horror
- Pink Kids
- Pink Koncert
- Pink Kuvar
- Pink M
- Pink 'n' Roll
- Pink Pedia
- Pink Reality
- Pink Romance
- Pink SI
- Pink Premium
- Pink Show
- Pink Movies
- Pink Music
- Pink Music 2
- Пинк плус
- Pink Sci-Fi & Fantasy
- Pink Serije
- Pink Style
- Pink Super Kids
- Pink Soap
- Pink Thriller
- Pink Western
- Pink World
- Pink World Cinema
- Pink Zabava
- Premier League TV
- Прва плус
- Прва макс
- Прва ворлд
- Прва кик
- Прва лајф
- БХРТ
- РТРС
- РТЦГ
- Радио С ТВ
- U2 TV
- Вајасет експлорер
- Вајасет хистори
- Дома ТВ
- DM SAT
- ЕММ
- JimJam TV
- Канал здравља
- КТВ Зрењанин
- Лов и риболов
- Моје Хепи Друштво
- Мој Хепи Живот
- Моја Хепи Земња
- Моја Хепи Музика
- Хепи ријалити 1
- Хепи ријалити 2
- МТС
- National Geographic - српска верзија
- Нова ТВ (Босна и Херцеговина)
- Нова ТВ (Црна Гора)
- Нова Серије
- Нова ТВ (Хрватска)
- RTL
- RTL Kodckica
- RTL 2
- RTL Klub
- РТС Драма
- РТС Живот
- РТС Класика
- РТС Коло
- РТС Музика
- РТС Наука
- РТС Полетарац
- РТС Свет
- РТС Трезор
- Shoppster
- Суперстар ТВ
- Суперстар 2
- Суперстар 3
- ТВ БГД
- TV3
- ТВ1000
- ТВ Вијести
- ТВ Власотинце
- ТВ Дива - српска верзија
- ТВ Дуга САТ
- ТВ Зона плус
- ТВ Куво
- ТВ Курир
- TiJi
- TV Mini
- ТраЛаЛа
- Toxic TV
- TruTV
- Казбука
- TV K::CN 2
- TV K::CN 3
- ТВ С
- ТВ Спектрум
- РТВ Среће
- РТВ Студентски град
- ТВ Храм
- ТВ Аурора
- Planet TV
- ТВ Зона плус
- ТВ Плус младих
- Animal Planet - српска верзија
- Discovery Channel - српска верзија
- Discovery World - српска верзија
- Discovery Science - српска верзија
- Diva - српска верзија
- TLC - српска верзија
- Travel Channel - српска верзија
- Viasat Explore - српска верзија
- Viasat History - српска верзија
- CBS Reality - српска верзија
- CBS Drama - српска верзија
- 24Kitchen - српска верзија
- History - српска верзија
- AXN - српска верзија
- AXN Spin - српска верзија
- Viasat Nature - српска верзија
- Nat Geo Wild - српска верзија
- Investigation Discovery - српска верзија
- VH1 - српска верзија
- Discovery Turbo Xtra - српска верзија
- TCM - српска верзија
- TNT – српска верзија
- AMC - српска верзија
- ТВ 025 Инфо
- Bloomberg
- Hype TV
- Hype TV BH
- ТВ Апатин
- Балкан ТВ
- Балкан клуб ТВ
- Балкан Трип
- ТВ Викториа инфо
- ТВ Вк
- Врањска плус
- Градска М ТВ
- ТВ Дуга
- ТВ Бечеј
- ТВ Бисер
- Еду ТВ
- ТВ Икс
- ТВ Инфо Кодал
- ТВ Јека
- ТВ Књажевац инфо
- ТВ М
- ТВ Мозаик
- НД сат
- НК Инфо
- ТВ Пазова 24
- ТВ Партизан
- ТВ Пачир
- ТВ Плана
- Прва фајлс
- ТВ Пруга
- ТВ Рас
- ТВ Рача
- ТВ Ресава
- ТВ Сага
- Све на длану
- ТВ СП
- Спектри 2
- Спектри 3
- ТВ Среће
- СНТВ
- СРТ
- ТК
- Тропик ТВ
- ТВ Фил
- ТВ Флеш Плус
- ТВ Хан
- ТВ Хомоље
- ТВ Центар
- ХРТ
- ФТВ
- Face TV
- TV Bosphorus
- Bit TV
- Cinemania
- Express Channel
- EPP TV
- HI FI
- HI FI Etno
- Info TV Tiszapart
- TV Jumbo
- Kitchen TV
- Master TVT
- MTS
- MTS Classic
- Music Box Folklorika
- Music Box Senzi TV
- TV Nais
- TV Non Stop
- TV Q
- Replay TV
- RTI
- W.W.M.
- DTX TV
- Super TV 2
- TV2
- Story 4
- M1
- M2
- M3
- M4
- M5
- Sorozat+
- RTL Gold
- RTL+
- Film 4
- Muzsika TV
- COOL TV
- RTL II
- Duna World
- Duna TV
- CGTN
- CCTV 4
- DW English
- TV5 Monde
- France 24
- Rossia 24
- RTR planeta
- RT News
- Канал 5
- RTL Croatia World
- Hayat
- Hayat Plus
- Hayat Folk
- Hayat Music
- Hayatovci
- РТВ 101
- Rock N Roll MUZZIK
- JEKA MUZZIK
- MUZZIK
- POP STAR
- World Wild MUZZIK
- 360 Tune box
- Crime and Investigation - српска верзија
- eduTV
- RT Documentary
- ID - српска верзија
- BBC Earth
- Docubox
- BBC News
- Звезда ТВ
- Extreme Sports
- LFCTV
- Fast&Fun
- NBA TV
- Food Network - српска верзија
- Gametoon
- Туризам+ ТВ
- Зелена ТВ Здравље
- Fashion TV
- Fashion box
- Sci Fi
- Epic Drama
- Filmbox - српска верзија
- Класик
- Данкос Плус ТВ
- OK KANAL
- Skymusic entertainment
- Timeless Dizi Channel
- Dox TV
- ТВ Рас
- SineStar TV - српска верзија
- Erox - српска верзија
- TRT World
- UA TV
- Б1
- San Marino RTV
- Class TV Moda
- Vatican Media Europa
- ZDF
- Sport 1
- Кика ТВ
- ProSieben MAXX
- Nitro Deu
- Sixx Deu
- Tele 5
- Anixe HD
- HSE 24 HD
- QVC Deu
- NASA TV
- TBN Europe
- TVE Internacional
- Canal 24 Horas
- Record TV Europa
- Perviy kanal
- Rossia 1
- Match!
- 5 kanal
- REN TV
- TV3
- TNT
- Mir
- Mir 24
- Yu
- Super
- Karusel
- Spas
- CTC
- Pytantisa!
- Muz-TV
- Rossia K
- CTC Love
- 8 Kanal International
- NTV Mir
- Pobeda HD
- Belarus 24 HD
- 1HD Music Television
- Russkiy besteller
- KHL
- Russkiy roman
- Mult
- Dom Kino
- Dom Kino Premium
- Muzyka Pervovo
- Telecafe
- KVN TV
- Smaylik
- TVP Polonia
- Stars.TV
- 4Fun Dance
- 4Fun Kids
- 4Fun.TV
- ESKA TV Xtra
- RTSH
- TVR
- RAI
- Alpha Omega TV
- Favorit TV
- Etno TV
- Golica TV
- Alfa TV
- Pobeda HD
- TV 24 Vesti
- Hema
- Alfa
- O kanal
- CMC TV
- OTV Valentino
- ТВ 21
- SLO
- ТV 21
- МРТ
- А1
- Сител
- Сител 2
- Сител 3
- ТВ Адриа
- РТВ УСК

### ТВ станице у којима држава има удео до 50%
- ТВ Бајина Башта
- Коперникус РТВ Јагодина
- РТВ Крагујевац
- ТВ Косово
- ТВ Краљево
- РТВ Куршумлија
- ТВ Мост
- Новосадска ТВ
- ТВ Панчево
- ТВ Пирот
- ТВ Пожега
- ТВ Соко
- СТВ Неготин
- РТВ Трстеник

### Угашене ТВ станице
- Sport klub+
- Sport klub (2006—2025) - удружени у Арена спорт 3. априла 2025.
- Sport klub Fight
- Нова Макс
- Нова Спорт
- Pink Sport
- Pink Tennis
- Pink Formula 1
- Pink Golf
- Playhouse Disney – променила име у Disney Junior
- Comedy Central Extra (2012—2020) – променила име у Nicktoons
- Bumerang (TV kanal) – променила име у Cartoonito
- Disney XD
- Fox Kids – променила име у Jetix
- Jetix – променила име у Disney XD
- Happy Cable (2006—2010) – променила име у Happy Kids
- Хепи Кидс (2010—2017)
- HBO Adria
- U2 TV – променила име у Pink Family
- Pink 15 (2010—2012)
- Pink Action 2 – променила име у Pink Thriller
- Pink Action 3 – променила име у Pink Crime & Mystery
- Pink BH – променила име у Нова БХ
- Pink DJ (2013—2015)
- Pink Live – променила име у Pink Koncert
- Pink M – променила име у Нова М
- Pink Grand 1 (2006—2014) – променила име у Bravo Music
- Pink Grand 2 (2013—2014) – променила име у Гранд ТВ
- Pink History (2013—2014) – променио име у Pink Pedia
- Pink media BH – променила име у Pink BH
- Pink media M – променила име у Pink M
- Pink Movies 2 – променила име у Pink Romance
- Pink Movies 3 – променила име у Pink Sci-Fi & Fantasy
- Pink Music 3 – променила име у Pink Hits
- Pink Music 4 – променила име у Pink Hits 2
- Pink Music 5 – променила име у Pink Parada
- Pink News (2006—2007)
- Pink Nostalgia – променила име у Fight Network
- Pink Parada – променила име у City Play
- Pink Putnik (2013—2015)
- Pink SI (2010—2012) – променила име у TV Pink 3
- Pink Lov i ribolov – променила име у Лов и риболов
- Пинк 2 (2012—2020). – променила име у Red TV
- Пинк 3 (2013—2015). – променила име у Пинк 3 инфо
- Пинк 3 инфо (2015—2021). – променила име у ТВ Вести
- ТВ 5 (1994—2012) - угашена 2. новембра 2012.
- ТВ Авала (2006—2012). – променила име у Пинк 2 4. новембра 2012.
- ТВ Бубамара
- ТВ Ентер (2007—2011) - угашена 16. септембра 2011.
- ТВ Зона (2008—2012) - променила име у ТВ Зона плус 24. децембра 2012.
- IBC канал (Info Business Channel) (2000—2008)
- TV Pink 3 – променила име у TV3 Medias
- TV3 Medias – променила име у TV3
- ТВ РТЈ (1998—1999) - променила име у - ЈУ инфо
- ЈУ инфо (касније Инфо 24) (1999—2003)
- Инфо 24 (касније ТВ Ентер) (2003—2007)
- ТВ КБМ (1993—2002) - променила име у Хепи ТВ 14. јуна 2002.
- ТВ Студио А
- ТВ Кошава (1998—2010) и Хепи ТВ (2002—2010) – удружени у Хепи ТВ 27. септембра 2010.
- MTV Adria (2005-2017)
- MV Channel Real Times (1992—1993) - променила име у РТВ Палма 18. марта 1993.
- ТВ Немања
- ТВ НС плус (1991—1993) - променила име у РТС НС плус
- РТС НС плус (1993—2000) - променила име у ТВНС 2
- РТС НС (1992—2000) - променила име у ТВНС 1
- ТВНС 1 (2000—2006) - променила име у РТВ 1
- ТВНС 2 (2000—2006) - променила име у РТВ 2
- Фестовизија (1989) - променила име у ОК канал (Омладински канал) 22. маја 1989. године
- ОК канал (Омладински канал) (1989) - променила име у Трећи канал РТС-а 1. јула 1989. године
- ТВ Палма (1993—2010)
- ТВ Политика (1990—2010)
- ТВ Ритам
- Трећи канал РТС-а (1989—2006) - променила име у ТВ Авала - угашена 5. маја 2006.
- ТВ Фан
- Филмакс јуниор
- ТВ Чачак (1999—2012)
- ТВ Јединство (од 2014)
- ТВ Девић (од 2015)
- ТВ Балканмедија (2005—2007)
- РТС Приштина (1975—1999) - променила име у Радио-телевизија Косова јуна 1999.
- ГТВ Ниш (Градска телевизија Ниш) (1996) - променила име у Нишка телевизија 2. септембра 1996. године
- ТВ Око соколово (1990—2006)
- ТВ Станком (2000—2010)
- Канал Д (2002—2013)
- Дечија ТВ (2018—2023)
- ТВ Метрополис (2000—2015) - променила име у Моја ТВ априла 2015.
- Моја ТВ (2015—2017)
- Нова.рс
- Вива ТВ
- Арт ТВ (1991—2016)
- Zone Romantica (1998—2012) – променила име у CBS Drama 3. децембра 2012.
- РТС Дигитал (2008—2015) – променила име у РТС 3 5. јуна 2015.
- РТС Сателит (1991—2018) – променила име у РТС Свет јануара 2018.
- РТС HD (2009—2018)
- Стар ТВ (2017—2021) - променила име у Суперстар 2
- ТВ Србијашуме 92 (2000) - променила име у ТВ Terra
- ТВ Terra (2000) - променила име у ТВ Врачар
- ТВ Врачар (2000) - променила име у ТВ Б92 5. октобар 2000.
- Б92 инфо (2008—2016) - променила име у Прва ворлд 18. децембра 2016.
- O2 телевизија (2017—2020) - променила име у ТВ Б92 1. марта 2020.
- FOX (2006—2010) – променила име у Прва српска телевизија 20. септембра 2010.
- Hallmark Channel (2001-2010) - променила име у Universal Channel 3. септембра 2010.
- Universal Channel (2010—2016) - променила име у Diva 1. септембра 2016.
- ТВ Соко
- ТВ СОС
- Банкер ТВ
- ПБС БИХ (2000—2004) - променила име у БХРТ
- СОС канал (1995—2018) - променила име у СОС канал плус фебруара 2018.
- Супер ТВ (1996—2009)
- Shop Pink (2013—2015)
- Ентер ТВ Ниш (2016—2018)
- ТВ Ултра (2008—2019) - променила име у Vavoom
- ТВ Мини (2011—2019) - променила име у Pikaboo
- Топ ТВ (2017—2019) - променила име у Нова С 25. марта 2019.
- Тотал Пинк (2006—2008)
- ТВ Национална (2009—2010)
- Екран ТВ (1998—2008) - променила име у Универза ТВ 16. јун 2008.
- Универза ТВ (2008—2011) - променила име у Санџак ТВ 11. мај 2011.
- РТВ БК (1994—2007, 2017—2020)
  - БК сат (2002—2007)
  - БК ТВ њуз (2011—2018)
- Bioclinica Shopping Channel (2000-2004)
- ДТВ (2001—2010)
- ДТВ 3М Крагујевац
- Бонарт
- TВ 012
- ТВ 017
- ТВ 24
- 3М
- ТВ Алканик
- ТВ Алт
- ТВ Алфа
- ТВ Антена Сат
- ТВ Арт Визија
- ТВ Ас
- ТВ Ча
- ТВ Банкер
- ТВ Бап
- ТВ Бгд
- ТВ Беседа
- ТВ Блаце
- ТВ Босилеград
- ТВ Грм
- ТВ Европа
- ТВ Звижд
- ТВ Идеал
- ТВ Ин
- Инфо канал Бачки Петровац
- ТВ Јерина
- ТВ Јесењин
- ТВ К-21
- Канал 3
- ТВ К9
- ТВ КТЛ
- ТВ Клисура
- ТВ Крајина
- ТВ Кула
- ТВ Кучево
- ТВ Лаки
- ТВ Ластавица
- ТВ Логос
- ТВ Љиг
- ТВ Љиг инфо
- ТВ Љубовија
- ТВ М
- РТМ
- ТВ Мега
- ТВ Младеновац
- ТВ Мост инфо
- Мрежа 3
- НБ Инфо канал
- Наша ТВ Жупа
- Наша РТВЛ
- ТВ Нишава
- ТВ Свет плус (2005—2013) - удружени у TV K::CN 3 и Скај плус
- Скај плус (2013—2015) - променила име у Наша ТВ 5. јануар 2015.
- Наша Визија (2015—2019)
- ТВ Пановизија
- ТВ Пахуљица
- ТВ Плус
- Руф ТВ
- ТВ С
- ТВ Сви-Тел
- ТВ Спектри
- ТВ Тануки
- Тимочка ТВ
- Тиса инфо канал
- ТВ Топ 3
- ТВ Тренд
- ТВ Ћуприја
- ТВ Флеш
- Фолк диск ТВ
- ТВ Царичин Град
- ТВ Чајетина
- TV Avax
- Best Music
- Cink Info
- TV Cronic
- Fashion TV SEE
- FeelMax (2010—2015) - променила име у Филм Клуб
- FeelMax Mix
- FeelMax Yu
- FeelMax ExYu
- FeelMax Info
- FeelMax Doku
- FeelMax HD
- HD Music
- TV High one
- TV Hypo
- Info TV Cnesa
- IQS Life
- TV Media System
- Media TV
- MHC ТВ
- TV Mix
- Music Box TV
- TV Oxygen
- TV Red 9
- TV Spectrum
- TV SU City
- Top Music
- Top Shop TV
- TV VG-4
- ТВ Victoria
- Newsmax Adria (2020—2022)
- Женска ТВ
- Star 5 plus - Niš (1990—1992)
- Kanal 5 plus - Niš (1992—1994)
- Синеманија плус
- Здравље ТВ – променила име у Зелена ТВ Здравље
- MusicMix (2000—2015)
- Outdoor Channel (2010—2021)
- The Medical Channel (2014—2016)
- VH1 Adria (2012—2015)
- Нова С (2019—2022) – променила име у Нова ТВ (Србија)
- Нова БХ (2018—2022) – променила име у Нова ТВ (Босна и Херцеговина)
- Нова М (2018—2022) – променила име у Нова ТВ (Црна Гора)
- Атлас ТВ – променила име у А1 ТВ
- А1 ТВ – променила име у Адриа ТВ
- ТВ Панонија
- ТВ Шабац (1994—2022)
- КРТЛ - променила име у K::CN Колубара
- Радио Шид - променила име у K::CN Шид
- ТВ Јагодина - променила име у K::CN Јагодина
- ТВ Рашка - променила име у K::CN Рашка
- FOX - променила име у Star Channel
- FOX Life - променила име у Star Life
- FOX Crime - променила име у Star Crime
- FOX Movies - променила име у Star Movies
- FOX Comedy - променила име у Star Comedy
- Филм Клуб (2015—2024) - променила име у Суперстар 3
- Филм Клуб Екстра (2017—2024)
- Insta TV (2022—2024) - променила име у Народна ТВ
- Niška televizija (1996—2024) - угашена 11. јуна 2024.
- TV1000 - променила име у Viasat Kino

## Фреквенције ТВ станица

### РТС 1
- 3. канал - Копаоник, Гобеља
- 5. канал - Јастребац
- 5. канал - Суботица
- 6. канал - Авала
- 8. канал - Овчар
- 10. канал - Тупижница
- 10. канал - Хотел Венац
- 11. канал - Црни врх, Јагодина
- 11. канал - Вршац, Брег
- 43. канал - Дели Јован

### РТС 2
- 22. канал - Авала
- 23. канал - Дели Јован
- 24. канал - Иришки Венац
- 25. канал - Тупижница
- 27. канал - Јастребац
- 35. канал - Црни врх, Јагодина
- 39. канал - Вршац, Брег
- 41. канал - Копаоник, Гобеља
- 42. канал - Овчар
- 61. канал - Суботица